# プワゾン (香水)
プワゾン（仏: POISON）は、1985年にディオールが発売した香水である。

## 歴史
ディオールから独立したイヴ・サン＝ローランは、1977年にオピウムを発売し、成功を収めた。これに対し、ディオールの社長のモーリス・ロジェは、ルール社の調香師エドゥアール・フレシエ（仏: Édouard Fléchier）に、従来のディオールの香水とは全く異なる香りの創作を依頼した。フレシエは女優のイザベル・アジャーニをイメージし、誘惑をかき立てる挑発的な香りを創り出した。アジャーニは、ヴォー＝ル＝ヴィコント城で行われた発表会で新しい香水の命名役を務めた。発売時にはクロード・シャブロルの監督によるCMが作られ、「毒」を名に持つこの香水は世界中で流行した。しかし一部では拒否反応も起き、アメリカでは「禁煙・禁プワゾン」と掲示するレストランも現れるほどであった。日本ではバブル景気のさなかの1987年頃より流行し、1つの銘柄で15%のシェアを占める大ヒットとなった。
1998年に「ヒプノティック プワゾン」、2004年に「ピュア プワゾン」、2007年に「ミッドナイト プワゾン」、2016年には「プワゾンガール」のシリーズ製品が発売された。

## 香り
ブルーベリーの甘いトップノートからチューベローズへの多面的なノートをワイルドベリー・コリアンダー・シナモンが引き締め、全体を蜂蜜の甘美な香りで調和させている。

## 瓶
アダムとイブのリンゴを模した形の深い紫色のボトルが、高級織物を思わせる鮮やかな緑色のモアレ模様の箱に納められている。このデザインは、のちのファッションにも強い影響を与えた。